# Andreas Laskaratos

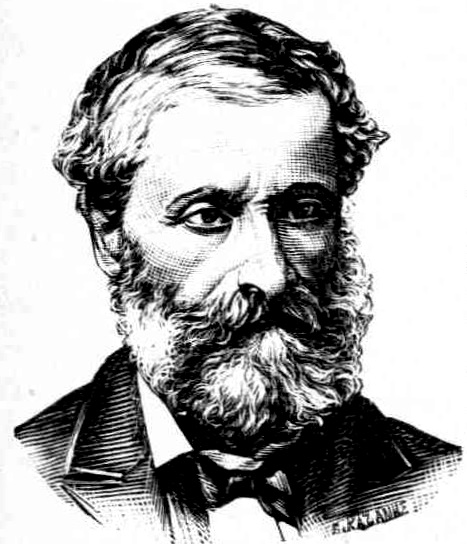
Porträt von Andreas Laskaratos, 1888

Andreas Laskaratos (griechisch Ανδρέας Λασκαράτος auch: Andrea Lascarato; * 1. Mai 1811 in Lixouri; † 23. oder 24. Juli 1901 in Argostoli) war ein Jurist, satirischer Schriftsteller und Kritiker.
Als Aufklärer und Moralist fand er seine Gegner und Anschauungsobjekte hauptsächlich in den Reihen der Kirche und der Aristokratie seiner Heimatinsel Kefalonia. Er schrieb auf Griechisch und Italienisch und wird der romantischen Ionischen Schule der Literatur zugeordnet, wo er im Austausch zu Andreas Kalvos und Dionysios Solomos stand.

## Biografie
Andreas wurde als Sohn der Familie Tipaldo (oder griech. Typaldos) geboren, einer adeligen Familie, die ursprünglich aus Neapel stammte. Gefördert wurde er von seinem Onkel, dem Grafen Dimitrios Deladetsimas, der ihm ein Jurastudium an der Ionischen Akademie auf Korfu finanzierte, im Anschluss studierte er in Paris und promovierte 1839 in Pisa. 1832 wurde in Florenz sein erstes Gedicht veröffentlicht.
Nach dem Studium kehrte er nach Kefalonia zurück, die Zulassung als Anwalt wurde ihm verweigert, er wurde 1844 Verwalter des umfangreichen Grundvermögens der Familie und als solcher in eigener Sache juristisch tätig, auf dem eigenen Gutshof in Pitsata ließ er neue Anbaumethoden erforschen, die er versuchte den Einheimischen nahezubringen.
Gleichzeitig war er als Schriftsteller tätig und veröffentlichte Werke abwechselnd auf Italienisch und Griechisch. 1845 erschien Lixouri 1836 (Το Ληξούρι Εις Τους 1836). Seine bekannteste Arbeit sind Die Mysterien von Kefalonia (Μυστηρίων Της Κεφαλονιάς) 1856, ein gesellschaftskritisches Werk, gegen das die Kirche protestierte und (erfolglos) juristisch gegen vorging. Es folgte das Werk Ecce homo (Ιδού ο άνθρωπος), 1886. Seine Autobiografie Le mie sofferenze e le mie osservazioni sulle prigioni di Cefalonia verfasste er 1860.
Selbst aus einer kinderreichen Familie hatte er mit seiner Ehefrau Penelope Corghialegno (Πηνελόπη Κοργιαλένεια) insgesamt 9 Kinder. Er ist der Großvater der griechischen Komponistin Eleni Lambiri.
Im Alter zunehmend isoliert und vergessen flüchtete er sich in eine Korrespondenz mit dem dänischen Theologen Theodor Hansen, der ihn in Lixouri besucht hatte und Werke von Laskaratos ins Dänische übersetzen wollte. Aus dem Briefwechsel sind 120 Briefe erhalten.
Anlässlich seines 150. Geburtstags 1961 wurde an der Promenade von Lixouri eine lebensgroße Skulptur von Laskaratos aufgestellt, die der Bildhauer Thanasis Apartis schuf. Die Aufstellung mit Blick nach Lixouri und mit dem Rücken nach Argostoli soll der Legende nach die Haltung des Schriftstellers widerspiegeln.

## Sonstiges
- Laskaratos wurde exkommuniziert, worüber er sich lustig machte: Er bat darum, die Schuhe seiner Kinder zu exkommunizieren, da er kein Geld habe, ihnen neue zu kaufen, in Anspielung auf eine Glaubensannahme, der Leib von bestatteten Exkommunizierten würde sich nicht auflösen.

- Zu seinem Geburtstag sandte ihm jemand einen Korb mit Hörnern zu, als Anspielung dass dieser von seiner Frau betrogen wird. Er bat seinen Diener einen Strauß zu binden, mit den schönsten Blumen seines Gartens und ihm diese persönlich zu überbringen. Er legte eine Karte bei, in der er schrieb: „Jeder gibt das was er hat“.